# Jean Beausejour
Jean André Emanuel Beausejour Coliqueo (* 1. června 1984 v Santiago de Chile) je chilský fotbalový záložník. Jeho otec pochází z Haiti. Od roku 2012 hraje za anglický klub Wigan Athletic FC.
Účastník Mistrovství světa 2010 v Jihoafrické republice a Mistrovství světa 2014 v Brazílii.

## Klubová kariéra
v roce 2012 přestoupil do anglického klubu Wigan Athletic FC z Birminghamu City.

## Reprezentační kariéra
S chilskou fotbalovou reprezentací se zúčastnil Mistrovství světa ve fotbale 2010 a vstřelil jediný gól v zápase základní skupiny proti Hondurasu.
V listopadu 2011 byl distancován pro porušení životosprávy před kvalifikačním zápasem proti Uruguayi.
Zúčastnil se i Mistrovství světa 2014 v Brazílii. V prvním utkání proti Austrálii se podílel na výhře jedním gólem, kterým pečetil konečný výsledek 3:1.
S chilskou reprezentací vyhrál jihoamerické mistrovství Copa América 2015, což znamenalo historicky první titul pro Chile.

## Úspěchy

### Klubové
CD Universidad Católica
- Primera División (Chile): vítěz Torneo apertura 2002

Birmingham City
- Anglický ligový pohár: vítěz 2010/11

Wigan Athletic FC
- FA Cup: vítěz 2012/13